# Rosulje (Republika Serbska)
Rosulje (cyr. Росуље) – wieś w Bośni i Hercegowinie, w Republice Serbskiej, w mieście Sarajewo Wschodnie, w gminie Pale. W 2013 roku liczyła 5 mieszkańców.